# Tom Harald Hagen
Tom Harald Hagen, né le 1er avril 1978 à Grue, est un arbitre de football norvégien. Il est licencié à la FIFA depuis 2009.

## Biographie
Tom Harald Hagen arbitre pour la première fois un match du championnat norvégien en 2006.
En 2009, il dirige son premier match européen, en Ligue Europa. La même année, il officie lors de rencontres qualificatives à l'Euro 2012.
En décembre 2011, il est choisi en tant que quatrième arbitre pour participer au championnat d'Europe 2012.